# Altenbanz
Altenbanz ist ein Gemeindeteil der oberfränkischen Stadt Bad Staffelstein im Landkreis Lichtenfels.

## Geographie
Altenbanz liegt zwölf Kilometer südlich von Coburg und sieben Kilometer westlich von Lichtenfels im Norden eines lang gezogenen Dreiecks zwischen Itz und Main. Der Ort befindet sich westlich am Fuß der Banzer Berge.

## Geschichte
Der Ortsname „Altenbanke“ wurde erstmals um 800 in den Traditionen des Klosters Fulda genannt, die auf einer Abschrift im Codex Eberhardi aus dem 12. Jahrhundert beruhen. Altenbanz war Mittelpunkt des zum Grabfeld gehörenden Banzgaues und Kreuzungspunkt von zwei Altstraßen, die von Frankfurt am Main nach Böhmen und von Erfurt über Hallstadt nach Regensburg führten.
In der frühkarolingischen Zeit Reichsbesitz, war der Ort ab dem 10. Jahrhundert Eigengut der Markgrafen von Schweinfurt und Teil der Grundausstattung des von ihnen 1069 gegründeten Benediktinerklosters Banz.
Die Pfarrei Altenbanz gehörte zu den Urkirchen des Bistums Würzburg, das Anfang 742 gegründet worden war. Eine Steinkirche entstand um 800. Die Urpfarrei, von Main, Itz, Steinach und Rodach umgrenzt, umfasste mit einer Südwest-Nordost-Erstreckung von etwa 30 Kilometern den gesamten Banzgau. Ein Pfarrer zu Altenbanz ist erstmals für 1149 belegt. Der Banzgau war weltlich dem Bistum Bamberg und kirchlich bis 1807/1808 dem Bistum Würzburg zugeordnet.
Im Dreißigjährigen Krieg zerstörten schwedische Truppen Altenbanz. 1801 umfasste das Pfarrdorf eine Pfarrkirche, einen Pfarrhof, ein Schulhaus, ein Gemeindehaus mit Türmchen, Glocke und Uhr versehen, ein Hirtenhaus, eine Gemeindeschmiede, eine Badestube, zwei Wirtshäuser, 24 andere, mit Stadeln versehene Häuser und eine öde Hofstatt. Außerdem besaß das Kloster Banz vier Höfe, jeweils mit Haus und Stadel. Die Zent und Steuer standen dem Hochstift Bamberg zu und der Pfarrer gehörte zum Bistum Würzburg.
In Altenbanz bestand bereits 1815 eine Brauerei. Im Jahr 1850 übernahm die Familie Geuß den Betrieb mit einem angeschlossenen Gasthof. 1990 wurde der Braubetrieb eingestellt.
1862 erfolgte die Eingliederung von Altenbanz mit seinem Ortsteil Zilgendorf in das neu geschaffene bayerische Bezirksamt Staffelstein. 1925 umfasste die Landgemeinde eine Fläche von 483,12 Hektar, 250 Einwohner, von denen bis auf 4 alle der katholischen Kirche angehörten, und 50 Wohnhäuser. Die zuständige evangelische Pfarrei befand sich in Herreth. Im Jahr 1987 hatte das Pfarrdorf Altenbanz 202 Einwohner und 46 Wohnhäuser mit 60 Wohnungen.
Am 1. Juli 1972 schloss sich Altenbanz mit den Nachbargemeinden Stadel, Nedensdorf, Unnersdorf und Teilen Weingartens zur neuen Gemeinde Banz zusammen, die am 1. Januar 1978 aufgelöst und in die Stadt Staffelstein eingegliedert wurde. Seitdem ist Altenbanz ein Stadtteil Staffelsteins.
Am 1. Juli 1972 wurde der Landkreis Staffelstein aufgelöst und Altenbanz in den Landkreis Lichtenfels eingegliedert.
Am 28. Juni 2025 wurde in Bamberg auf einer Mahnwache zum Missbrauch bekannt, dass sich in Pfarrhaus Altenbanz Missbrauch ereignete.

## Einwohnerentwicklung

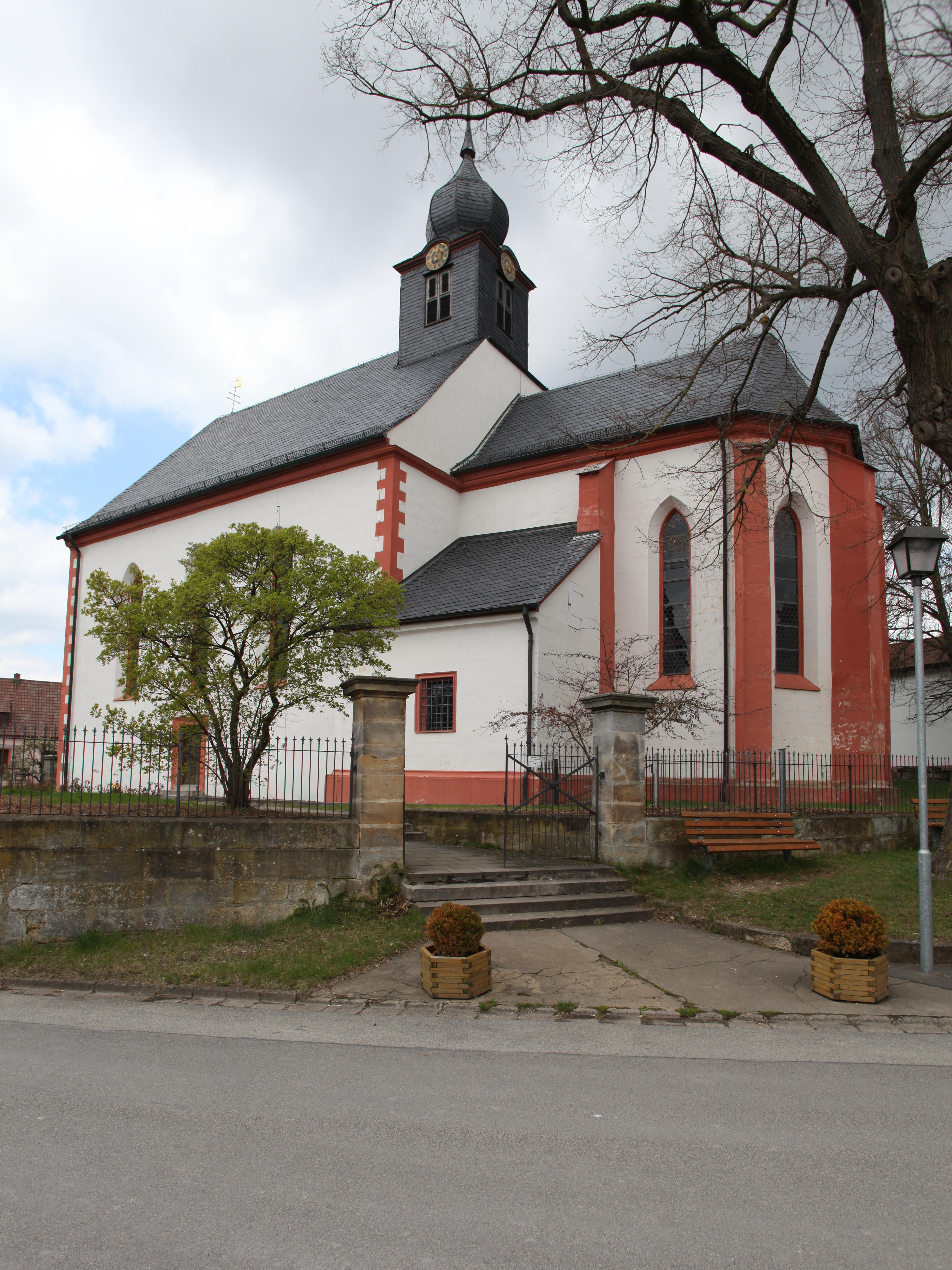
Pfarrkirche St. Laurentius

| Jahr | Einwohnerzahl |
| ---- | ------------- |
| 1871 | 238           |
| 1885 | 235           |
| 1900 | 196           |
| 1925 | 199           |
| 1950 | 268           |
| 1961 | 238           |
| 1970 | 179           |
| 1987 | 202           |

## Sehenswürdigkeiten
Die katholische Pfarrkirche St. Laurentius, ein Satteldachbau mit eingezogenem Chor und Dachreiter, ist im Kern spätgotisch. Umbau- und Instandsetzungsarbeiten erfolgten 1645–48. Nach einem Brand im Jahr 1688 wurden große Teile des Langhauses neu errichtet. Die spätbarocke Ausstattung der Kirche stammt aus dem 18. Jahrhundert.
In der Bayerischen Denkmalliste sind für Altenbanz 13 Baudenkmäler aufgeführt.